# (6777) Балакирев
(6777) Балакирев (лат. Balakirev) — типичный астероид главного пояса, открыт 26 сентября 1989 года бельгийским астрономом Эриком Эльстом в обсерватории Ла-Силья и 5 марта 1996 года назван в честь композитора Милия Балакирева.

## Обнаружение и именование
(6777) Балакирев
Открыт 26 сентября 1989 в обсерватории Ла-Силья Э. В. Эльстом.
Назван в память о знаменитом русском композиторе и пианисте Милии Алексеевиче Балакиреве (1837—1910). Вместе с Бородиным, Кюи, Мусоргским и Римским-Корсаковым он сформировал группу, известную как «Новая русская музыкальная школа, Новаторы». Хотя Балакирев начал изучать математику, он сменил сферу деятельности на музыку под влиянием дипломата А. Д. Улыбышева. Он был руководящим духом-вдохновителем группы и её — иногда диктаторским — преподавателем композиции. Балакирев написал две симфонии и множество других пьес для оркестра и фортепиано. Его фантазия для фортепиано с оркестром "Исламей» стала всемирно известной. Хотя и сам он был блестящим пианистом, признался — с подлинной скромностью — что в ней были определённые пассажи, с которыми не справился.
Оригинальный текст (англ.)6777 Balakirev
Discovered 1989-09-26 by Elst, E. W. at La Silla.
Named in memory of the famous Russian composer and pianist Milij Alekseevich Balakirev (1837—1910). With Borodin, Kyui, Musorgskij and Rimskij-Korsakov, he formed a group known as the "The Innovators". Although Balakirev started to study mathematics, he changed his field to music under the influence of the diplomat A. D. Ulybyshev. He was the ruling spirit of the group and its--sometimes dictatorial--teacher of composition. Balakirev composed two symphonies and many other pieces for orchestra and piano. His fantasy for piano Islamei has become world-famous, and although he was himself a brilliant pianist, he admitted--with complete modesty--that there were certain passages in it that he couldn't manage.
Источники: DISCOVERY.DB; M.P.C. 26767.

## Физические характеристики
Астероид относится к таксономическому классу C.
По результатам наблюдений в видимом и ближнем инфракрасном диапазоне космического телескопа NEOWISE и наблюдений в инфракрасном диапазоне спутника Akari диаметр астероида оценивался равным 12,207±0,316 км, 9,93±0,84 км и 11,01±1,21 км. Согласно тем же источникам альбедо оценивается как 0,0820±0,0152, 0,149±0,026, 0,092±0,019 и 0,082±0,015.